# Punta Dante
La Punta Dante (3.166 m s.l.m.) è una montagna del Gruppo del Monviso. Si trova in provincia di Cuneo.

## Descrizione

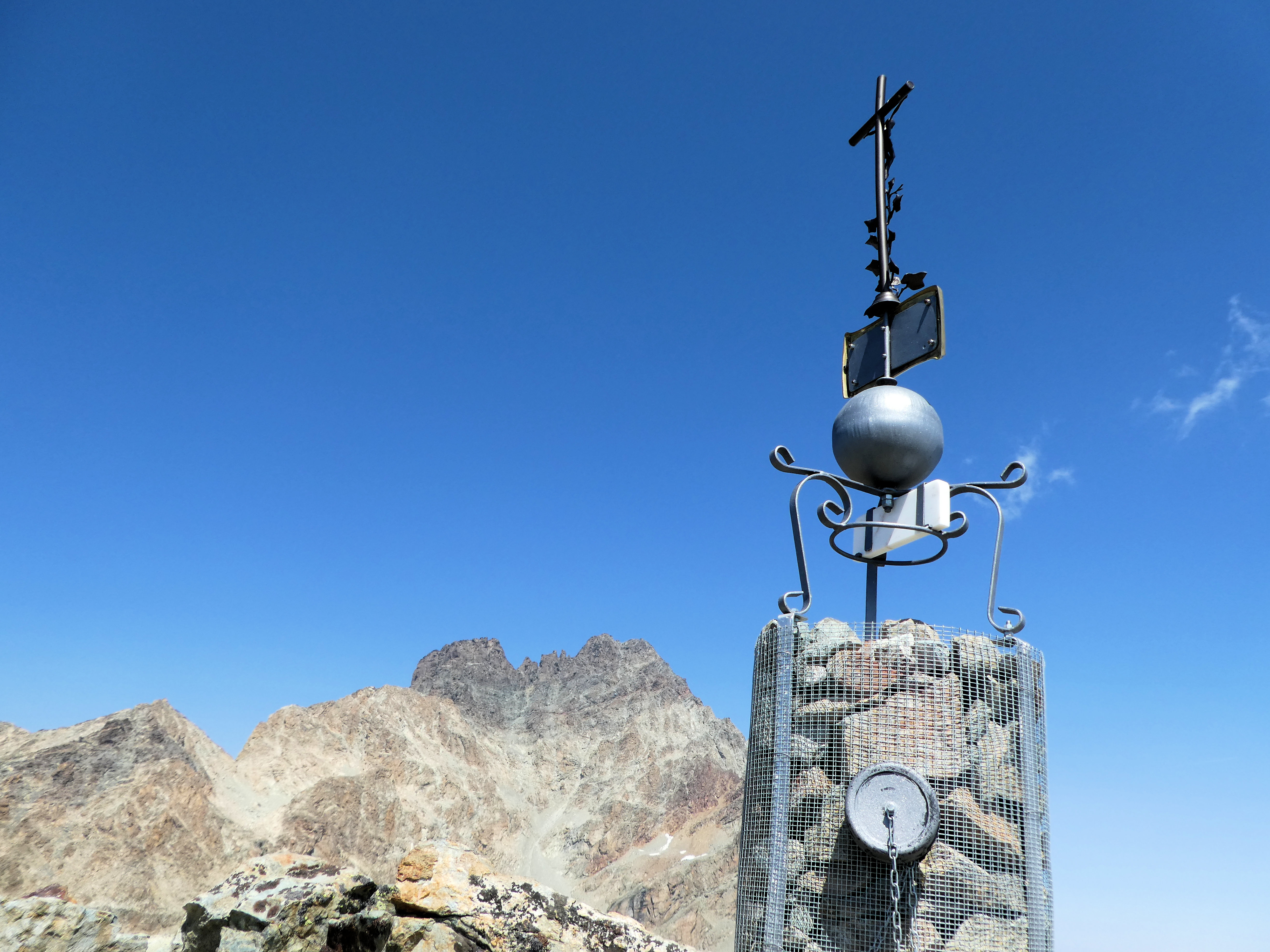
La vetta della montagna con sullo sfondo il versante sud del Monviso.

La montagna è collocata a sud del Monviso. Si trova lungo la cresta che scendendo dalla vetta del Monviso si abbassa al passo delle Sagnette per poi rialzarsi alla Punta Michelis (3.154 m) e poi alla Punta Dante.
Dalla vetta della montagna si ha modo di osservare il versante sud del Monviso.

## Salita alla vetta
Si può salire sulla vetta partendo da Castello frazione di Pontechianale. Da Castello si prende il sentiero che risale il Vallone di Vallanta verso il Rifugio Vallanta. Si abbandona il sentiero principale per inoltrarsi nel Vallone delle Giargiatte oppure più avanti per inoltrarsi nel Vallone delle Forciolline. Nel primo caso si passa per il Bivacco Bertoglio e poi si risale al Passo Fiorio e Ratti (3.040 m) e poi da sud al Colletto Dante (3.100 m). Nel secondo caso, seguendo il Sentiero Ezio Nicoli, si risale il vallone delle Forciolline, si raggiunge il Bivacco Boarelli. Abbandonato il sentiero Ezio Nicoli si risale da nord al Colletto Dante. Dal colletto la vetta è facilmente raggiungibile per la sua cresta est.